# محمد خليل عبد الخالق
الدكتور محمد خليل عبد الخالق (23 مايو 1895 ـ 1950) هو طبيب مصري، تخصص في الطفيليات وطب المناطق الحارة وحفظ الصحة. اكتشف عقار الفؤادين لعلاج البلهارسيا.

## مولده ودراسته
ولد محمد خليل عبد الخالق في القاهرة في 23 مايو 1895، والتحق بمدرسة طب قصر العيني، حيث درس الطب بين عامي 1913 و1917، وتخرج فيها بامتياز، وكان الأول على دفعته، بفارق 123 درجة بينه وبين الثاني في الترتيب في الامتحان النهائي، وقد نوهت المجلة الطبية المصرية بهذا التفوق في عددها الأول.

## عمله الطبي
عُين عبد الخالق مساعدًا إكلينيكيًا بمدرسة طب قصر العيني، ثم عُين طبيب امتياز، ثم أوفدته الحكومة سنة 1918 إلى لندن لدراسة طب المناطق الحارة والطفيليات، وظل هناك إلى سنة 1920، بعد أن تعلم على يد عالم الطفيليات البارز باتريك مانسون، والبروفيسور ليبر.
اختير عبد الخالق أثناء بعثته عضوًا في اللجنة التي كُلفت بدراسة الأنكلستوما في مناجم كورنوال، ثم عينته وزارة المستعمرات البريطانية عضوًا في اللجنة التي أرسلتها لدراسة داء الفيل في الهند الغربية وغيانا البريطانية.
عُين عبد الخالق عقب عودته إلى مصر وكيلًا لقسم الأمراض المتوطنة بمعامل وزارة الصحة، وانتدب لتدريس علم الطفيليات بمدرسة الطب من أكتوبر 1924 إلى أكتوبر 1925، ثم عينته مدرسة الطب أستاذًا لعلم الطفيليات بها سنة 1925، وكان يشغل قبل ذلك ـ أي منذ سنة 1924 ـ منصب أستاذ منتدب للطفيليات بمدرسة الطب البيطري. كما عُهد إلى عبد الخالق بتدريس علم الحيوان في كلية العلوم،
في سنة 1931، أسس عبد الخالق معهد ومستشفى فؤاد الأول للبلاد الحارة في 10 شارع قصر العيني، ونقل إليه قسم البلهارسيا والأنكلستوما بمعامل وزارة الصحة، وعُين مديرًا لهذا المعهد بلا مكافأة، وشارك هذا المعهد في حركة البحث العلمي وحل الكثير من المشاكل الصحية بمصر.
في سنة 1939، عُين عبد الخالق (إلى جانب مناصبه الأخرى) مراقبًا عامًا لمصلحة الأمراض المتوطنة بوزارة الصحة، فأشرف على حملة كبيرة لمكافحة بعوضة الغامبيا (باللاتينية: Anopheles gambiae) التي كانت قد غزت مصر من الجنوب، مسببة وباء هائلًا دامت آثاره عامين، وفي 29 مايو 1944، صدر قرار من وزير الصحة بتعيين عبد الخالق وكيلًا لوزارة الصحة لشؤون الحجر الصحي إلى جانب إشرافه على شؤون معهد فؤاد الأول وقسم البلهارسيا والأنكلستوما.
اشترك عبد الخالق مع الدكتور علي إبراهيم في تنظيم مدرسة الطب وتمصيرها بإحلال الأساتذة المصريين محل الإنجليز وغيرهم من الأجانب، وعندما صار علي إبراهيم وزيرًا للصحة، اشترك عبد الخالق معه ثانية في تنظيم وزارة الصحة، وظل النظام الذي أسساه قائمًا لسنوات طويلة.

## تنظيم الجامعة السورية
في سنة 1947، كلفت الحكومة السورية الدكتور عبد الخالق والدكتور السنهوري بتنظيم الجامعة السورية، وكانت مهمة عبد الخالق تنظيم كلية الطب، حيث عمل مع عميد الكلية آنذاك الدكتور أحمد حمدي الخياط طيلة أسبوعين، انتهيا بتقديم تقرير مفصل إلى وزير المعارف عن إصلاح كلية الطب، ولم يقبل عبد الخالق أي مقابل مادي مقابل هذه المهمة، ولذلك منحه رئيس الجمهورية السورية وسام الاستحقاق السوري.

## أبحاثه
نشر عبد الخالق أكثر من مائتي ورقة بحثية في الفروع المختلفة لطب المناطق الحارة والطفيليات، وكانت له مؤلفات مرجعية في البلهارسيا والأنكلستوما وداء الفيل واللشمانيا، واكتشف نحو 30 طفيليًا، أُطلق اسمه على نحو عشرة منها، كما قام بأبحاث عن علاج البلهارسيا بمركب الفؤادين، أدت إلى اعتراف أطباء المناطق الحارة به في علاج البلهارسيا.
درس عبد الخالق ومدرسته توزيع الأمراض الطفيلية ومقدار انتشارها بين سكان مصر، كما جمع الكثير من المعلومات بواسطة أبحاث المعمل والحقل عن القواقع الناقلة لعدوى البلهارسيا، وشرح في «مؤتمر تأثير الري والصرف على الزراعة والصحة» الأضرار الجسيمة التي تسببها مشروعات الري الدائم في نشر عدوى البلهارسيا.
وكان عبد الخالق من أوائل من أثبتوا فائدة كبريتات النحاس في إبادة قواقع البلهارسيا، ونفذ ذلك بنجاح في الواحات وفي تفتيش كوم أمبو، مما خفض نسبة البلهارسيا في الواحات ـ على سبيل المثال ـ من 63% إلى 3%.
وفي سنة 1923، أتم عبد الخالق بحثه الشهير عن دورة حياة الطفيلي المعروف باسم الهتروفس، حيث كشف أن سمك البوري يؤدي وظيفة العائل الوسيط الثاني، وظل العائل الوسيط الأول مجهولًا إلى أن كُشف عنه سنة 1933، وتبين أنه هو القوقعة المسماة «بالبرينللا كوينكا».
كما درس عبد الخالق ظاهرة ظهور الميكروفيلاريا بنكروفتي في الدم أثناء الليل واختفائها منه أثناء النهار، وأرجع ذلك إلى وجود أغلب دودة الفيلاريا في الجهاز الليمفاوي للحبل المنوي والأطراف السفلي للجسم ومرور الميكروفيلاريا من القناة الصدرية أثناء نوم المريض وازدياد سرعة اللمف بعد هضم الطعام وامتصاصه، وأن اجتماع هذه العوامل يصل بالحد الأقصى لعدد الميكروفيلاريا في الدم حول منتصف الليل، وقد استُحسنت نظريته هذه عندما عرضها في مؤتمر طب المناطق الحارة بهولندا سنة 1938.
كانت لعبد الخالق أيضًا دراسات في التراث الطبي العربي والإسلامي، من بينها بحثه الذي أثبت به سنة 1921 أن الدودة المستديرة التي ذكرها ابن سينا في كتابه «القانون في الطب» هي ما يسمى اليوم بالأنكلستوما، وأن ابن سينا اكتشف هذه الدودة قبل دوبيني الإيطالي بنحو تسعة قرون.

## من مؤلفاته
- الالتزام العلاجي.[5]
- فضل محمد علي الكبير في إنشاء الإدارة الصحية الحديثة وتعليم الطب في مصر.[5]

كما كتب الدكتور عبد الخالق مقدمة كتاب «الطبيب والمعمل» للدكتور أحمد زكي أبو شادي.

## عضويته في الجمعيات المتخصصة
- أسهم عبد الخالق في تأسيس الجمعية الطبية المصرية، واختير سكرتيرًا عامًا لها.[2]
- عضو المجمع العلمي المصري.[8]
- عضو شرف الجمعية البلجيكية لأمراض البلاد الحارة.
- عضو شرف لجمعية الديدان بواشنطن.
- عضو مجمع الثقافة المصري.
- انتخب رئيسًا للأكاديمية المصرية للعلوم.
- وكيل نقابة أطباء مصر.[9]

## الجوائز والتكريم
- نيشان الاستحقاق اللبناني من الطبقة الثانية (1931)
- نيشان الاستحقاق السوري من الطبقة الثانية (1935)
- نيشان الرافدين من العراق (1938)
- وسام جوقة الشرف الفرنسي من درجة ضابط (1939)

## وفاته
توفي الدكتور محمد خليل عبد الخالق سنة 1950.